# Grande Prêmio dos Estados Unidos de 1969
Resultados do Grande Prêmio dos Estados Unidos de Fórmula 1 realizado em Watkins Glen em 5 de outubro de 1969. Décima etapa do campeonato, nela Jochen Rindt, da Lotus-Ford, conseguiu a primeira vitória austríaca na história da categoria.

## Resumo
Graham Hill sofreu um grave acidente no qual quebrou as duas pernas, mas apesar disso conservou o bom humor. Ao perguntarem qual mensagem gostaria de transmitir à esposa Betty, o bicampeão respondeu: "Apenas diga a ela que não dançarei por duas semanas".

## Classificação da prova
| Pos. | Nº | Piloto               | Construtor   | Voltas | Tempo/Diferença        | Grid | Pontos |
| ---- | -- | -------------------- | ------------ | ------ | ---------------------- | ---- | ------ |
| 1    | 2  | Jochen Rindt         | Lotus-Ford   | 108    | 1:57:56.84             | 1    | 9      |
| 2    | 18 | Piers Courage        | Brabham-Ford | 108    | + 46.99                | 9    | 6      |
| 3    | 14 | John Surtees         | BRM          | 106    | + 2 voltas             | 11   | 4      |
| 4    | 8  | Jack Brabham         | Brabham-Ford | 106    | + 2 voltas             | 18   | 3      |
| 5    | 12 | Pedro Rodríguez      | Ferrari      | 101    | + 7 voltas             | 12   | 2      |
| 6    | 19 | Silvio Moser         | Brabham-Ford | 98     | + 10 voltas            | 17   | 1      |
| NC   | 16 | Johnny Servoz-Gavin  | Matra-Ford   | 92     | Não classificado       | 15   |        |
| Ret  | 1  | Graham Hill          | Lotus-Ford   | 90     | Acidente               | 4    |        |
| Ret  | 7  | Jacky Ickx           | Brabham-Ford | 77     | Motor                  | 8    |        |
| Ret  | 22 | George Eaton         | BRM          | 76     | Motor                  | 9    |        |
| Ret  | 4  | Jean-Pierre Beltoise | Matra-Ford   | 72     | Motor                  | 7    |        |
| Ret  | 5  | Denny Hulme          | McLaren-Ford | 52     | Câmbio                 | 2    |        |
| Ret  | 3  | Jackie Stewart       | Matra-Ford   | 35     | Motor                  | 3    |        |
| Ret  | 21 | Pete Lovely          | Lotus-Ford   | 25     | Semieixo               | 16   |        |
| Ret  | 15 | Jackie Oliver        | BRM          | 23     | Motor                  | 14   |        |
| Ret  | 10 | Jo Siffert           | Lotus-Ford   | 3      | Sistema de combustível | 13   |        |
| Ret  | 9  | Mario Andretti       | Lotus-Ford   | 3      | Suspensão              | 5    |        |
| DNS  | 6  | Bruce McLaren        | McLaren-Ford | 0      | Motor                  | 6    |        |

## Tabela do campeonato após a corrida
|        | Pos. | Piloto         | Pontos |
| ------ | ---- | -------------- | ------ |
|        | 1    | Jackie Stewart | 60     |
|        | 2    | Jacky Ickx     | 31     |
|        | 3    | Bruce McLaren  | 26     |
| 3      | 4    | Jochen Rindt   | 22     |
| 1      | 5    | Graham Hill    | 19     |
| Fonte: |      |                |        |

|        | Pos. | Construtor   | Pontos  |
| ------ | ---- | ------------ | ------- |
|        | 1    | Matra-Ford   | 63      |
| 1      | 2    | Lotus-Ford   | 47      |
| 1      | 3    | Brabham-Ford | 45      |
|        | 4    | McLaren-Ford | 29 (31) |
|        | 5    | Ferrari      | 7       |
| Fonte: |      |              |         |

- Nota: Somente as primeiras cinco posições estão listadas. Em 1969 os pilotos computariam cinco resultados nas seis primeiras corridas do ano e quatro nas cinco últimas. Neste ponto esclarecemos: na tabela dos construtores figurava somente o melhor colocado dentre os carros de um time. Neste caso os campeões da temporada surgem destacados em negrito.